# Phyllachora melastomacearum
Phyllachora melastomacearum är en svampart som beskrevs av Racib. 1915. Phyllachora melastomacearum ingår i släktet Phyllachora och familjen Phyllachoraceae.   Inga underarter finns listade i Catalogue of Life.